# پیسهیون
latitudeپیسهیونlongitudeپیسهیون
پیسهیون (به انگلیسی: Peacehaven) یک شهرک در بریتانیا است که در انگلستان واقع شده‌است.

## خصوصیات
پیسهیون ۵٫۲ کیلومترمربع مساحت و ۱۴٬۰۶۷ نفر جمعیت دارد.

## خواهرخوانده
شهرهای Isernhagen و Épinay-sous-Sénart خواهرخوانده‌های پیسهیون هستند.